# Кедровая (река, впадает в Байкал)
Кедровая — река в России, протекает по Бурятии, в Баргузинскому району. Впадает в озеро Байкал на высоте 456 м.

## География
Берёт начало на высоте около 1500 м. Течёт на северо-запад через кедровые и пихтовые леса. Длина реки составляет 11 км.

## Данные водного реестра
По данным государственного водного реестра России и геоинформационной системы водохозяйственного районирования территории РФ, подготовленной Федеральным агентством водных ресурсов:
- Бассейновый округ — Ангаро-Байкальский
- Речной бассейн — бассейны малых и средних притоков средней и северной части озера Байкал
- Речной подбассейн — отсутствует
- Водохозяйственный участок — бассейны рек средней и северной части озера Байкал от восточной границы бассейна реки Ангары до северо-западной границы бассейна реки Баргузин